# Yalan (Candan Erçetin)
Yalan è un singolo della cantante turco-albanese Candan Erçetin, pubblicato il 18 settembre 1997.

## Descrizione
Il brano è stato scritto e composto da Yıldız Usmonova e Mete Özgencil, che ha anche curato la produzione.

## Tracce
Testi e musiche di Mete Özgencil e Yıldız Usmanova.
1. Yalan – 4:00